# Baie de Greifswald
La baie de Greifswald (Greifswalder Bodden en allemand) est une lagune au sud de la mer Baltique d'une surface de 514 km2.
 

## Géographie

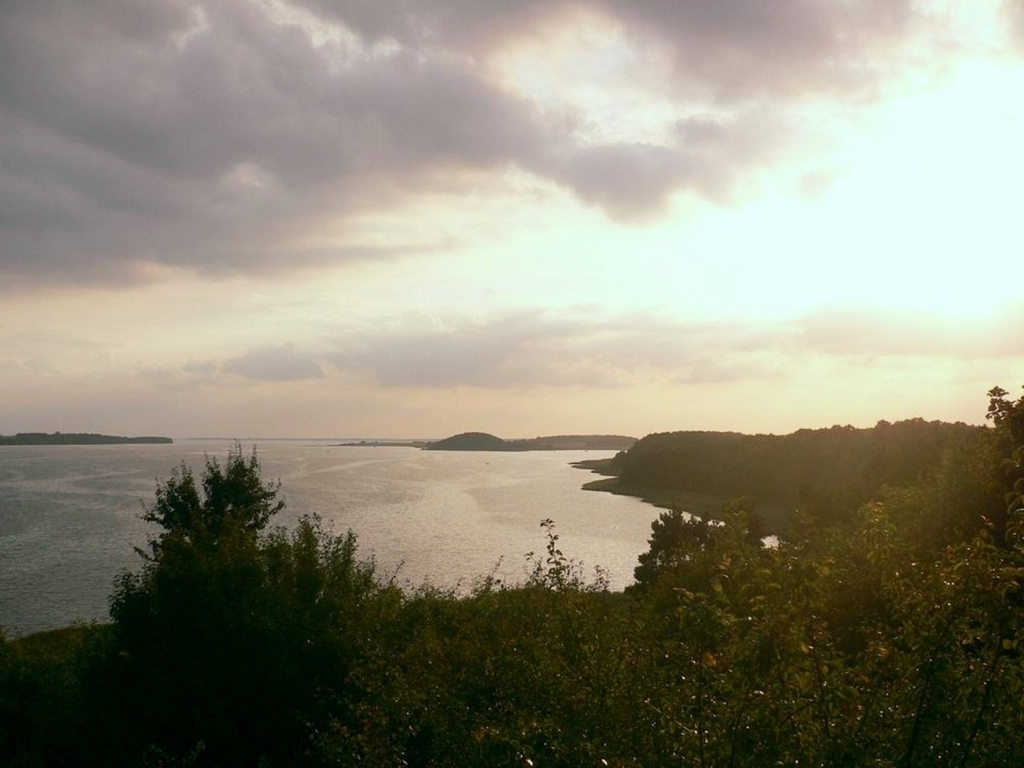
La crique de, près de Sellin.

La baie est entourée par de l'île de Rügen au nord, la terre à l'ouest et au sud, et l'ouverture sur la mer Baltique avec les îles de Ruden et de Greifswalder Oie à l'est et à l'ouest l'île d'Usedom.
 
À l'ouest de la baie de Greifswald, le Strelasund est un bras de mer de la mer Baltique. Le nord de la baie est également connu sous le nom de Rügischer Bodden (de). Le littoral de la baie est assez divisé. Les péninsules de Zudar (de), Struck (de) et une partie de Mönchgut (de) pénètrent dans ses eaux. Elles divisent la baie en criques : au nord, le Having (de) avec le Selliner See (de) et la Hagensche Wiek (de), à l'ouest la Schoritzer Wiek (de) et au sud, la Dänische Wiek (de).
L'eau de la baie est composée de l'eau douce du fleuve Ryck, de l'eau peu salée du Peenestrom, un bras de mer de la mer Baltique et de l'eau salée de cette mer, ce qui en fait une eau saumâtre.

## Histoire

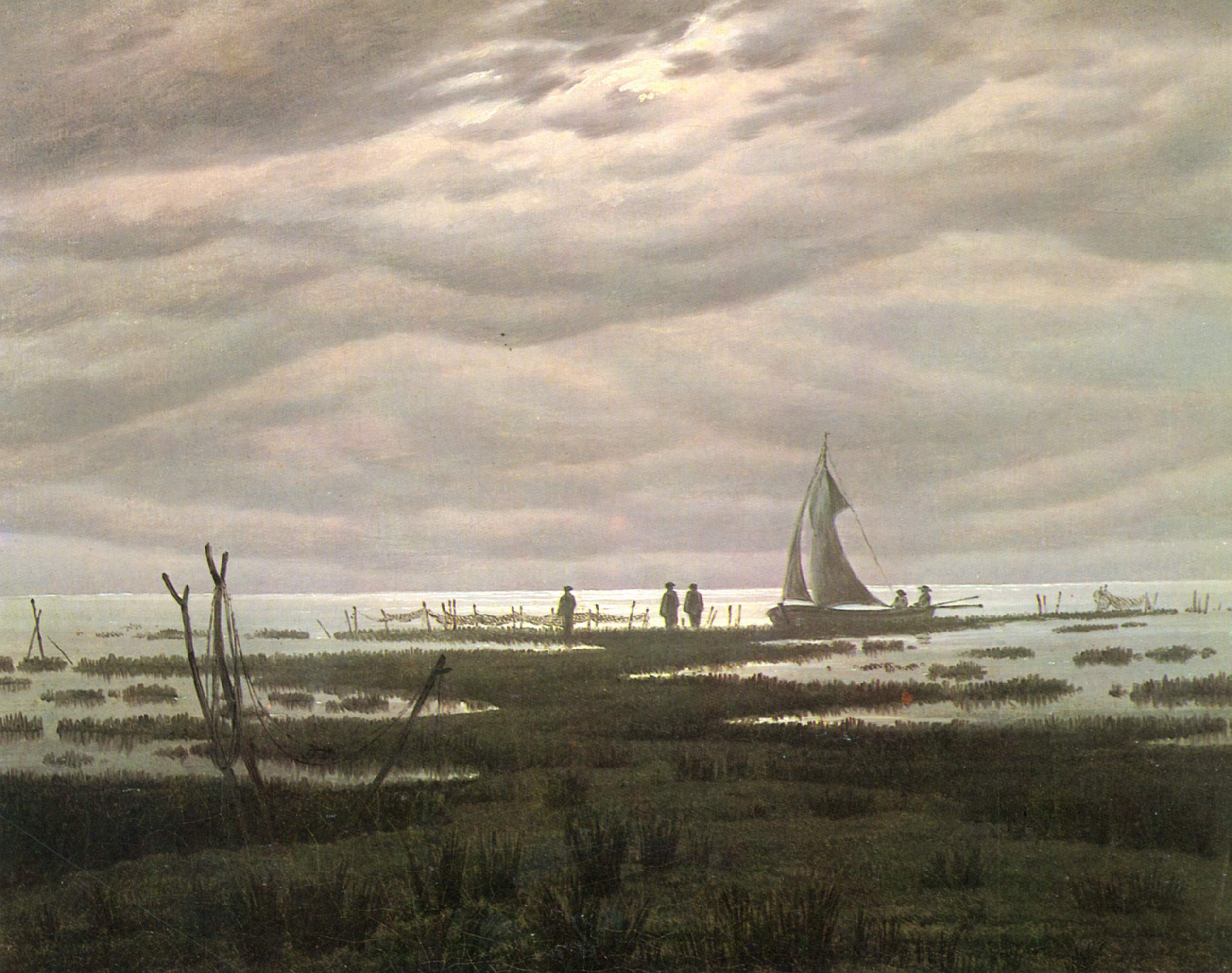
Caspar David Friedrich, Paysage plat dans la baie de Greifswald (Marine, Soir sur la mer Baltique), 1830-1834

Au sud de la Dänische Wiek, se trouvent trois anciennes plates-formes pétrolières. Elles ont été montées dans les années 1970 par la VEB Erdöl Grimmen pour de l'exploration et abandonnées, faute de gisement productif.
Du temps de la RDA, la baie, accessible aux sports nautiques, était extrêmement surveillée pour empêcher l'exode vers l'ouest.

## Crédits
- (de) Cet article est partiellement ou en totalité issu de l’article de Wikipédia en allemand intitulé « Greifswalder Bodden » (voir la liste des auteurs).